# Robert Matthews (atleta)
Robert Matthews (Strood, 26 maggio 1961 – Auckland, 11 aprile 2018) è stato un atleta paralimpico britannico.

## Biografia
Nato con la retinite pigmentosa, ha avuto problemi con la perdita della vista dall'età di 11 anni. A 13 è entrato in una scuola per ipovedenti, ma già a 16 anni è passato in una scuola per ciechi. Il suo primo lavoro è stato nell'istruzione dei cani guida.
Nel 2003, ha perso la prima moglie (38 anni) e ha potuto superare il trauma grazie allo sport e agli amici. Nel 2006, ha incontrato Sarah, divenuta ben presto sua seconda moglie. Il nuovo legame ha portato l'atleta a trasferirsi in Nuova Zelanda, Paese per il quale ha gareggiato in varie occasioni, come è avvenuto alla Maratona di Londra 2014.
Nel 2010 è uscita la sua autobiografia Running Blind. Nel 2017 gli viene diagnosticato un cancro e muore nell'aprile del 2018. Nel 1987 era stato nominato MBE (Member of the Order of the British Empire) dalla regina Elisabetta II.

## Palmarès
| Anno | Manifestazione           | Sede                      | Evento            | Risultato | Prestazione | Note |
| ---- | ------------------------ | ------------------------- | ----------------- | --------- | ----------- | ---- |
| 1984 | Giochi paralimpici       | New York Stoke Mandeville | 800 m piani B1    | Oro       | 2'02"33     |      |
| 1984 | Giochi paralimpici       | New York Stoke Mandeville | 1500 m piani B1   | Oro       | 4'18"73     |      |
| 1984 | Giochi paralimpici       | New York Stoke Mandeville | 5000 m piani B1   | Oro       | 16'36"90    |      |
| 1988 | Giochi paralimpici       | Seul                      | 800 m piani B1    | Oro       | 2'02"81     |      |
| 1988 | Giochi paralimpici       | Seul                      | 1500 m piani B1   | Oro       | 4'09"75     |      |
| 1988 | Giochi paralimpici       | Seul                      | 5000 m piani B1   | Oro       | 16'17"60    |      |
| 1992 | Giochi paralimpici       | Barcellona                | 800 m piani B1    | Argento   | 2'04"85     |      |
| 1992 | Giochi paralimpici       | Barcellona                | 1500 m piani B1   | Bronzo    | 4'18"94     |      |
| 1992 | Giochi paralimpici       | Barcellona                | 5000 m piani B1   | Oro       | 16'07"65    |      |
| 1996 | Giochi paralimpici       | Atlanta                   | 800 m piani T10   | 5º        | 2'09"47     |      |
| 1996 | Giochi paralimpici       | Atlanta                   | 1500 m piani T10  | Argento   | 4'12"48     |      |
| 2000 | Giochi paralimpici       | Sydney                    | 5000 m piani T11  | Argento   | 16'09"00    |      |
| 2000 | Giochi paralimpici       | Sydney                    | 10000 m piani T11 | Oro       | 35'23"07    |      |
| 2000 | Giochi paralimpici       | Sydney                    | Maratona T11      | Argento   | 2h47'38"    |      |
| 2004 | Giochi paralimpici       | Atene                     | 5000 m piani T11  | 6º        | 16'20"51    |      |
| 2004 | Giochi paralimpici       | Atene                     | 10000 m piani T11 | 5º        | 34'47"66    |      |
| 2005 | Europei paralimpici open | Espoo                     | 5000 m piani T11  | Oro       | 16'51"81    |      |
| 2006 | Mondiali paralimpici     | Assen                     | Maratona T11      | 4º        |             |      |